# Cymatium tenuiliratum
Cymatium tenuiliratum är en snäckart som först beskrevs av Lischke 1873.  Cymatium tenuiliratum ingår i släktet Cymatium och familjen Ranellidae. Inga underarter finns listade i Catalogue of Life.